# Пригоди Паддінгтона (фільм)
«Пригоди Паддінгтона» (англ. Paddington) — сімейний комедійний фільм британського режисера Пола Кінга про ведмедика Паддінґтона. Прем'єра картини у Великій Британії відбулася 23 листопада 2014. У США й Канаді прем'єра фільму відбулася 16 січня 2015, в Україні — 22 січня того самого року.

## Сюжет
Одного разу зі Дрімучого Перу до Англії приїжджає добрий, увічливий та акуратний ведмедик, що належить до рідкісного виду перуанських ведмедів. На станції Паддінгтон (на честь якої його й назвали) він знайомиться зі дружною сім'єю Браунів, які з радістю приймають його. Але зла таксидермістка Міллісент хоче зробити з Паддінгтона опудало для музею…

## У ролях
| Персонаж                  | Актор          | Український дубляж   |
| ------------------------- | -------------- | -------------------- |
| Паддінгтон                | Бен Вішоу      | Володимир Зеленський |
| Міллісент Клайд           | Ніколь Кідман  | Юлія Перенчук        |
| Тітка Люсі                | Імелда Стонтон | Ірина Грей           |
| Місіс Мері Браун          | Саллі Гокінз   | Олена Яблочна        |
| Дядько Пастузо            | Майкл Гембон   | Юрій Ребрик          |
| Містер Генрі Браун        | Г'ю Бонневілль | Дмитро Завадський    |
| Місіс Бьорд               | Джулі Волтерс  | Ірина Грей           |
| Містер Грубер             | Джим Бродбент  | Анатолій Зіновенко   |
| Джонатан Браун            | Семюел Джослі  | Юлія Перенчук        |
| Монтґомері Клайд          | Тім Дауні      | Ярослав Чорненький   |
| Джуді Браун               | Мадлен Харріс  | Анастасія Зіновенко  |
| Містер Каррі              | Пітер Капальді | Андрій Альохін       |
| таксист                   | Метт Лукас     | Андрій Альохін       |
| Охоронець Баррі           | Саймон Фарнабі | Юрій Ребрик          |
| Власник собаки            | Іен Мітчелл    | Андрій Альохін       |
| Голова географів          | Джеффрі Палмер | Андрій Альохін       |
| злодій Андре              | Метт Кінг      | Ярослав Чорненький   |
| добрий джентльмен (камео) | Майкл Бонд     | "сцена без слів"     |

Режисер дубляжу — Олександр Єфімов
Перекладач — Юлія Когут

## Номінації
У 2015 фільм був номінований на дві премії БАФТА: за найкращий адаптований сценарій і на Премію імені Олександра Корди за найкращий британський фільм.

## Критика
На сайті Rotten Tomatoes фільм має рейтинг 98 % на основі 84 рецензій. На сайті Metacritic фільм отримав 77 балів з 100 на основі рецензій 34 критиків, що відповідає статусу «в основному позитивні рецензії».

## Касові збори
Загальносвітові касові збори фільму склали $ 230 692 957. Особливо гаряче картина була сприйнята у Великій Британії та Франції, а також показала рекордно високі для британського фільму рейтинги в США.

## Цікаві факти
- Спочатку ведмежата Паддінгтона повинні були озвучувати Г'ю Лорі і Колін Ферт.
- Не зазначена в титрах Емма Томпсон брала участь у створенні сценарію.